# Bitka ob Nemigi
Bitka ob Nemigi (belorusko Бітва на Нямізе, Bitva na Njamize, rusko Сраже́ние на Неми́ге, Sraženje na Nemige) je bila bitka fevdalcev Kijevske Rusije ob reki Nemigi 3. marca 1067. V opisu bitke v beloruskih kronikah je  prvič omenjen Minsk.

## Ozadje
Konec 10. stoletja je knez Vladimir Svjatoslavič, takratni vladar v Velikem Novgorodu, predlagal svojo poroko z Rognedo, hčerko polockega kneza Rogvoloda. Rogneda ga je zavrnila, čeč da  "noče sezuvati škornjev sinu sužnja". Užaljeni Vladimir se je maščeval in napadel in oropal Polock, ubil Rogvoloda in s silo vzel njegovo hčer Rognedo. Mesto je priključil k svojim posestim. Za vladarja Polocka je postavil svojega sina Izjaslava, katerega je leta 1001 nasledil njegov sin Bračislav Polocki.
Bračislav je leta 1021 napadel Novgorod in ga opustošil, na poti domov pa ga je na bregovih reke Sudome dohitel in napadel Vladimirjev sin Jaroslav Modri, takratni vladar Novgoroda. Poraženi Bračislav je pobegnil in za seboj pustil svoje novgorodske ujetnike in plen. Jaroslav ga je zasledoval in prisilil, da je naslednje leto sklenil mir.
Bračislava je po smrti leta 1044 na položaju polockega kneza  nasledil njegov sin Vseslav. Medtem ko je Vseslavov oče izzival predvsem ruske kneze ob srednjega Dnepru, se je on resno obrnil proti severu. Leta 1065 je neuspešno oblegal Pskov in naslednje leto izgnal mladega novgorodskega kneza Mstislava Izjaslaviča, sina velikega kijevskega kneza Izjaslava Jaroslaviča, in ponovno izropal Novgorod. Zasedba Novgoroda ni bila samo osebna žalitev velikega kneza, ampak je ogrozila vezi knezov ob srednjem Dnepra s severom vse do Skandinavije in Baltika in pobiranje davka na severu. Ogrožala je tudi politično moč Jaroslavičev, sinov Jaroslava Modrega, ki je bila dotlej prevladujoča.

## Bitka
Jaroslavovi sinovi Izjaslav, Vsevolod in Svjatoslav so združili svoje sile in se sredi zime leta 1067 odpravili na pohod proti severu. Požgali so Minsk, ki je bil pod polocko oblastjo, in zatem zasedli Polock. Minsk je bil takrat prvič omenjen v beloruskih letopisih, zato se leto 1067 šteje za leto njegove ustanovitve. Vojska Jaroslavičev se je z Vseslavovo vojsko spopadla v globokem snegu ob reki Nemigi 3. marca 1067 in Vseslava porazila. Natančen potek bitke ni znan, legende pa pravijo, da je bila krvava. Pesem o Igorjevem pohodu pripoveduje, da "krvavi bregovi Nemige niso bili posejani z blagoslovi, ampak s kostmi".

## Posledice
Vseslav je pobegnil z bojišča, vendar ga Jaroslaviči niso zasledovali. Junija istega leta so ga pozvali na mirovna pogajanja, "poljubili križ" (se zaobljubili) in mu obljubili varnost. Povabili so ga v svoj tabor na proslavo sklenitve miru in takoj aretirali njega in dva od njegovih sinov in jih odpeljali v ječo v Kijev.